# 32분음표

32분음표

삼십이분음표(문화어: 삼십이분소리표; 영어: thirty second note, demisemiquaver)는 음표 가운데 하나로, 기둥과 3개의 꼬리가 달린 검은색 타원형이고, 온음표의 32분의 일에 해당한다.

## 같이 보기
- 악상 기호